# Berberisrödjare
Berberisrödjare är ett handredskap som togs fram 1896 efter konstruktion av P.J.Graan. Redskapet skulle användas för att röja bort berberisbuskar som man vid tiden pekat ut som en viktig källa till spridningen av svartrost på stråsäd.

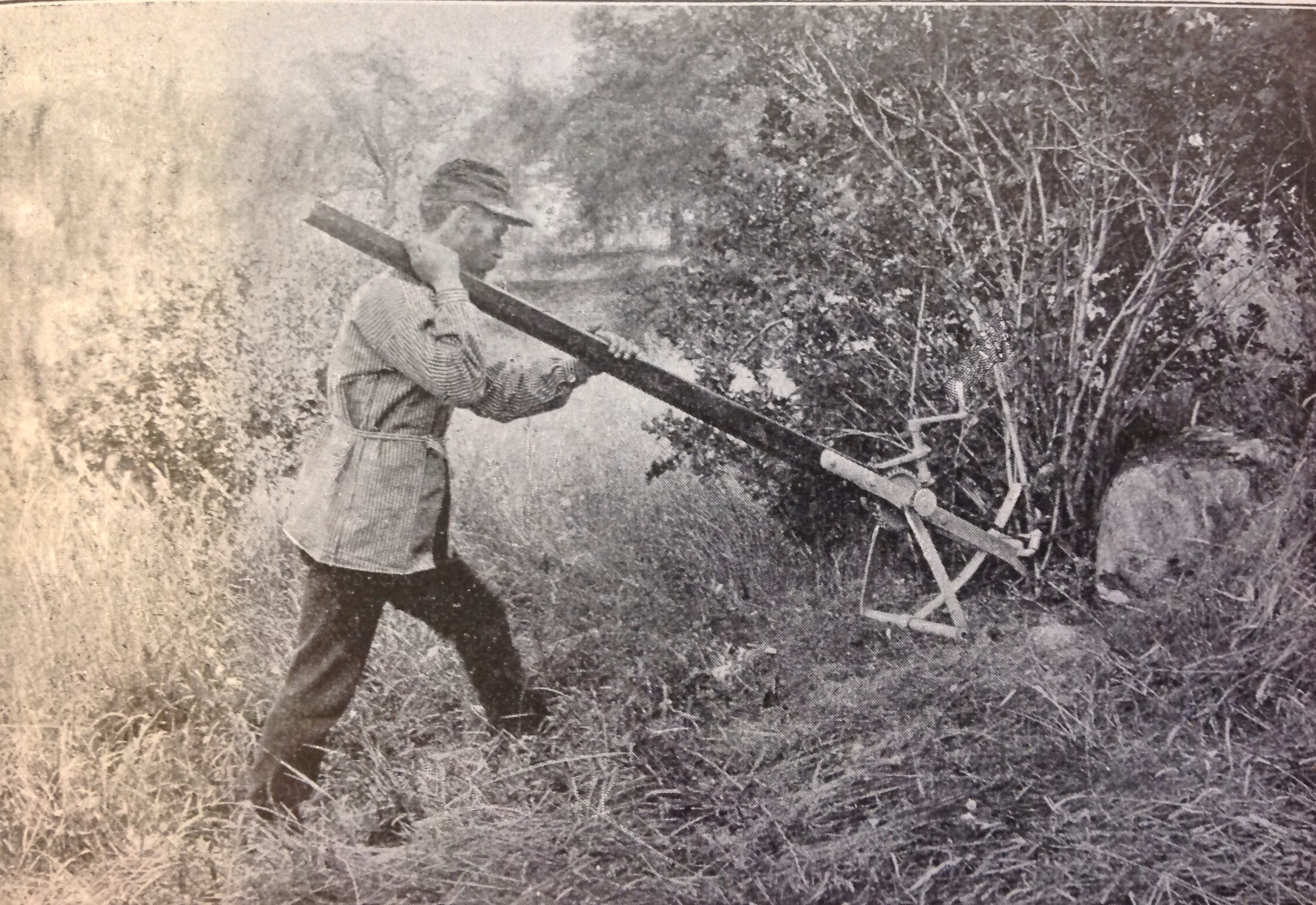
Berberisrödjaren under användning.

Trots sin utmärkta funktion kom aldrig någon serieproduktion igång, och endast ett exemplar blev tillverkat. Detta exemplar ingår sedan 1969 i Nordiska museets samling över jordbruksredskap. Redskapet är ganska stort och klumpigt men skulle enligt vittnesbörd kunna släpas av en man och lätt handhas av två. Redskapet används genom att två plattjärnskänklar, som sitter i ena änden på redskapet, sätts ner i jorden. På redskapet finns en skruvväxel med handvev för inhämtning av en kedja som lagts kring buskens nederdel. Kedjan uppfiras kring två rullar av järn. Med en hävstångseffekt rycks busken upp ur marken. 
Med tiden blev kemisk bekämpning det vanligaste sättet att utrota berberis.